# Смоґожув (Мазовецьке воєводство)
Смоґожув (пол. Smogorzów) — село в Польщі, у гміні Пшисуха Пшисуського повіту Мазовецького воєводства.
Населення — 613 осіб (2011).
У 1975-1998 роках село належало до Радомського воєводства.

## Демографія
Демографічна структура станом на 31 березня 2011 року:
|          | Загалом | Допрацездатний вік | Працездатний вік | Постпрацездатний вік |
| -------- | ------- | ------------------ | ---------------- | -------------------- |
| Чоловіки | 244     | 53                 | 164              | 27                   |
| Жінки    | 369     | 52                 | 212              | 105                  |
| Разом    | 613     | 105                | 376              | 132                  |